# Peter Eriksson (jinete)
Ulf Peter Tobias Eriksson (Västra Karup, 6 de octubre de 1959) es un jinete sueco que compitió en la modalidad de salto ecuestre.
Participó en cinco Juegos Olímpicos de Verano, entre los años 1984 y 2008, obteniendo una medalla de plata en Atenas 2004, en la prueba por equipos (junto con Rolf-Göran Bengtsson, Malin Baryard y Peder Fredricson), el octavo lugar en 1992 y el sexto en 2008, en la misma prueba.
Ganó una medalla de plata en el Campeonato Mundial de Saltos Ecuestres de 2002 y una medalla de plata en el Campeonato Europeo de Saltos Ecuestres de 2001.

## Palmarés internacional
| Juegos Olímpicos   | Juegos Olímpicos              | Juegos Olímpicos | Juegos Olímpicos |
| Año                | Lugar                         | Medalla          | Categoría        |
| ------------------ | ----------------------------- | ---------------- | ---------------- |
| 2004               | Atenas (Grecia)               | Medalla de plata | Por equipos      |
| Campeonato Mundial |                               |                  |                  |
| Año                | Lugar                         | Medalla          | Categoría        |
| 2002               | Jerez de la Frontera (España) | Medalla de plata | Por equipos      |
| Campeonato Europeo |                               |                  |                  |
| Año                | Lugar                         | Medalla          | Categoría        |
| 2001               | Arnhem (Países Bajos)         | Medalla de plata | Por equipos      |